# 岐阜県立斐太実業高等学校
岐阜県立斐太実業高等学校（ぎふけんりつひだじつぎょうこうとうがっこう）は、かつて岐阜県高山市にあった公立の高等学校。
1957年に高山地区の高等学校が再編された際、2つの高校にあった農業系・工業系学科を統合するかたちで設立された。校地は農業系・工業系で分かれていた。1973年に農業系が斐太農林高等学校に、工業系が高山工業高等学校に分立して廃校となった。

## 沿革
1957年、高山地区の高校再編成により、高山高等学校と斐太高等学校の農業系（農業科・林業科・畜産科）・工業系（建築科・木材工芸科）の職業学科が統合して開設された高等学校である。農業系学科のルーツとなる大野郡立斐太実業学校が開校した1910年を創立年としていた。
1973年、農業系学科と工業系学科をそれぞれ独立の高校とする措置が行われた（農工分離）。農業系は斐太農林高等学校、工業系は高山工業高等学校に分立し、斐太実業高等学校は廃校となった。
なお、斐太農林高等学校は2005年に高山高等学校および斐太高等学校通信制課程と統合され、岐阜県立飛騨高山高等学校に改編されている。

### 年表
- 1957年（昭和32年）4月1日 - 高山地区の高等学校の再編成が行われ、岐阜県立斐太実業高等学校開校[1]。
  - 通常課程（農業科・林業科・畜産科・建築科・木材工芸科）、定時制課程（農業科・電気科）、高山分校（定時制課程普通科）、朝日分校（定時制課程普通科）を設置[1]。
    - 岐阜県立高山高等学校より農業科・林業科・畜産科、および朝日分校・高山分校[注釈 1]を受け継ぐ。
    - 岐阜県立斐太高等学校より建築科・木材工芸科を受け継ぐ。
- 1958年（昭和33年）
  - 2月 - 前年に放火された千島町校舎の復旧工事が完成。
  - 3月31日 - 本校定時制課程電気科と高山分校定時制課程普通科の募集を停止[1]。
  - 4月1日 - 全日制課程電気科を開設[1]。
- 1961年（昭和36年）3月 - 高山分校廃止。
- 1963年（昭和38年）
  - 3月31日 - 本校定時制課程農業科の募集を停止[1]。
  - 4月1日 - 全日制課程農業土木科を設置[1]。木工工芸科を工芸科に改称[1]。
- 1970年（昭和45年） - 全日制課程生活科を開設[1]。
- 1971年（昭和46年）3月31日 - 朝日分校廃止[1]。
- 1973年（昭和46年）3月31日 - 岐阜県立斐太実業高等学校廃止[1]。
  - 農業科・畜産科・農業土木科・林業科・生活科は岐阜県立斐太農林高等学校に移行
  - 機械科・電気科・建築科・工芸科（インテリア科に改称）は岐阜県立高山工業高等学校に移行。

## 校地
高山高等学校の農林部門の校地であった高山市千島町に、三福寺町にあった斐太高等学校の工業部門が移転。このほか2か所に分校があった。1973年の農工分離のさい、斐太実業高等学校の校地は岐阜県立高山工業高等学校の校地となり、岐阜県立斐太農林高等学校は高山市山田町に新たな校地に移転した。
- 朝日分校（大野郡久々野町渚） - 1971年廃止
- 高山分校（高山市下林町） - 1961年廃止